# Sundborn
Sundborn é uma localidade da Suécia, situada no leste da província histórica da Dalecárlia.
Tem cerca de 762 habitantes (2010), e pertence à Comuna de Falun.

Está localizada a 14 km a nordeste da cidade de Falun.

Sundborn é conhecida por ter sido a ”aldeia do pintor Carl Larsson”, cuja casa - a Lilla Hyttnäs - é atualmente um museu aberto ao público, com mais de 60 000 visitas anuais. Com as suas cores claras, Carl e a sua esposa Karin criaram um ambiente decorativo, que veio a ser modelo de estilo de interior sueco.

## Imagens de "Lilla Hyttnäs"

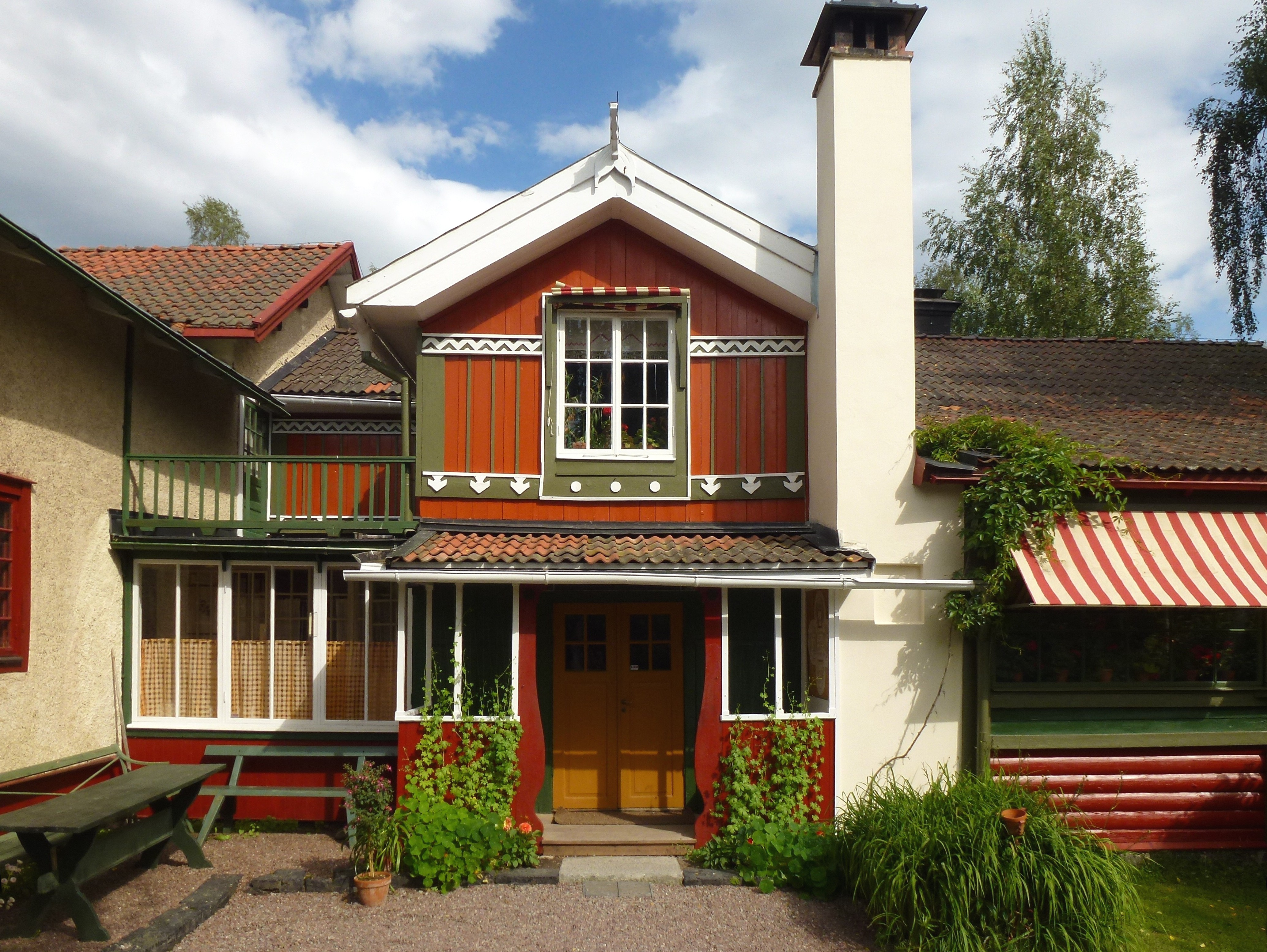
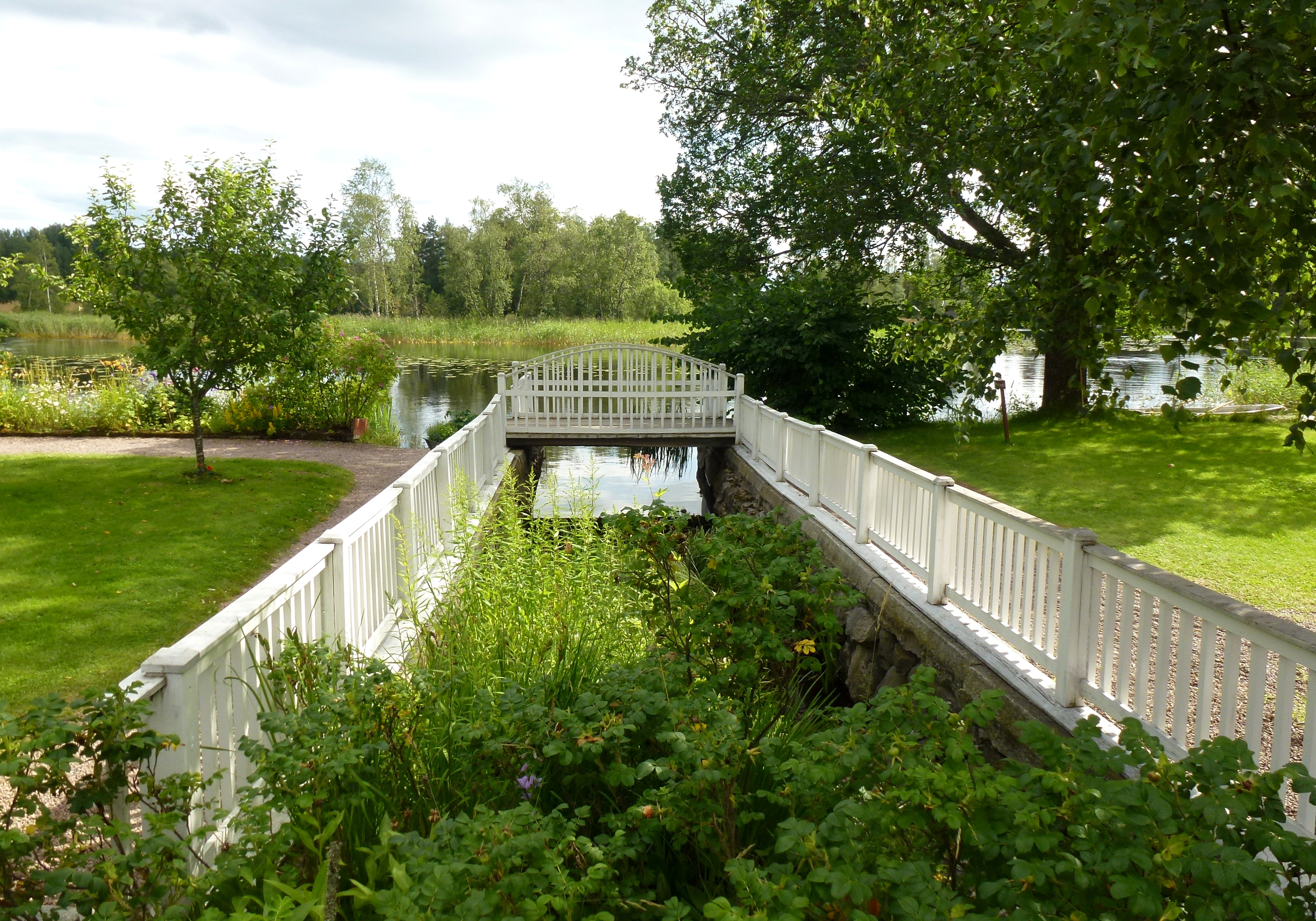
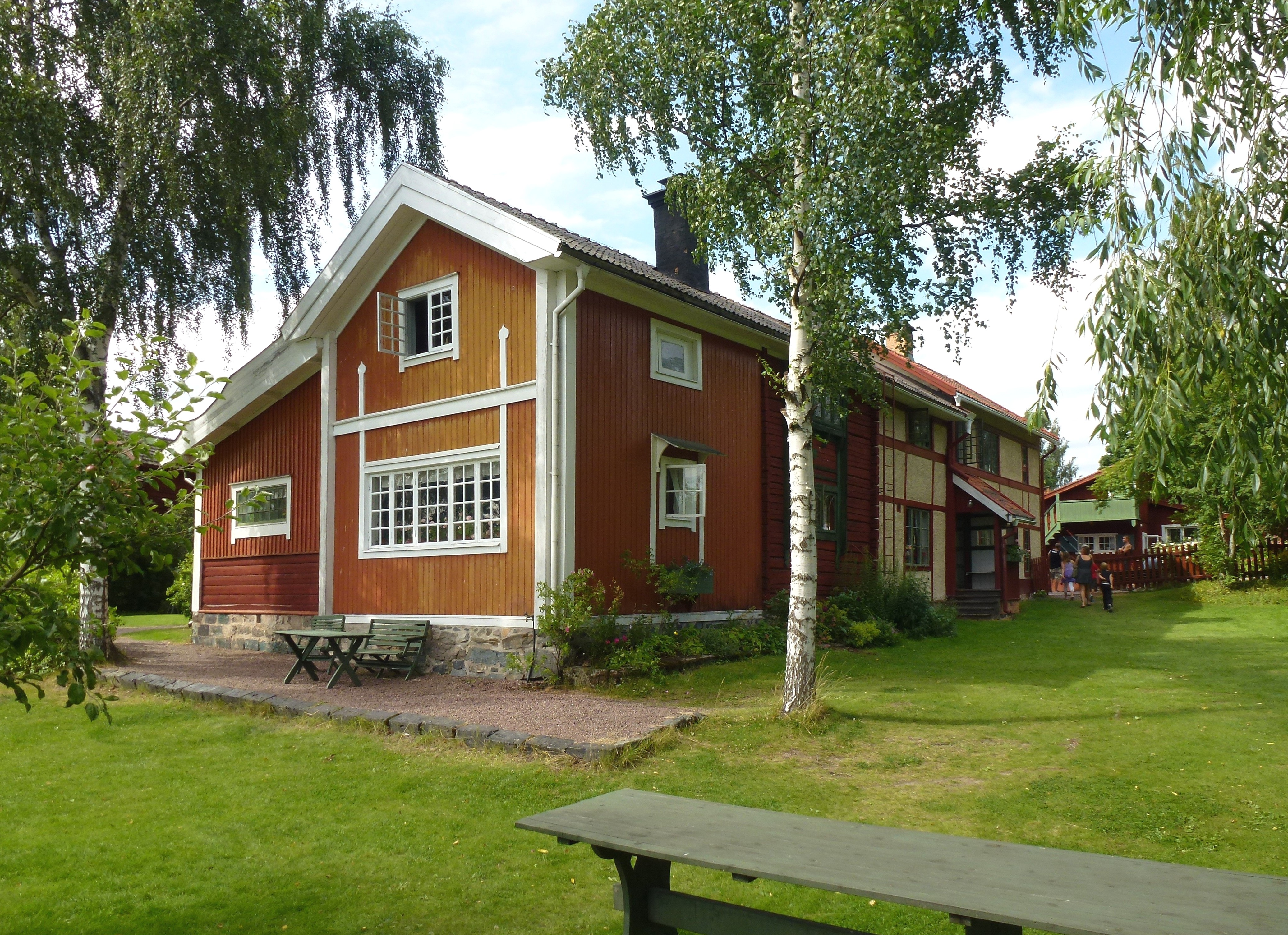
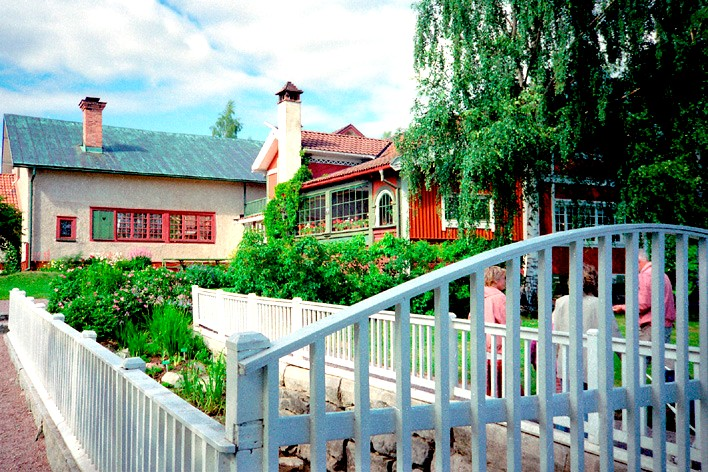